# Orden des heiligen Hermenegild

Wappen des Orden des heiligen Hermenegild

Der Orden des heiligen Hermenegild (Real y Militar Orden de San Hermenegildo) ist ein spanischer Militärverdienstorden, den König Ferdinand VII. von Spanien am 28. November 1811 stiftete, aber erst am 10. Juli 1815 aktivierte. Benannt war er nach dem Heiligen Hermenegild, dem Sohn des Westgotenkönigs Leovigild.

## Ordensklassen
Der Orden wurde ursprünglich in drei Klassen gestiftet:
- Großkreuz
- Bruststern
- Kreuz

Die Verleihung eines Grades ist von Dienstzeit und Dienstgrad abhängig. Ursprünglich betrugen erstere 40, 25 bzw. 10 Jahre. Der König konnte Ausnahmen machen. Mindestens 10 Jahre Ordensbesitz und ununterbrochener Dienst berechtigte eine nach Klasse gestaffelte Pension. Die Zahl der Pensionäre wurde 1852 herabgesetzt und begrenzt auf 60 Großkreuze, 160 Bruststerne und 270 Ritter.
1994 wurde der Komtur eingeführt und die notwendige Dienstzeit neu festgelegt:
- Kreuz: 20 Jahre,
- Komtur: 25 Jahre,
- Bruststern: 30 Jahre
- Großkreuz: 3 Jahre Inhaber des Bruststerns

## Ordensdekoration
Das Ordenszeichen ist ein goldenes, weiß emailliertes Tatzenkreuz mit silbernen Strahlen. An den Spitzen sind goldene Kügelchen angebracht gewesen. Der runde Mittelschild ist blau, goldgerandet und vorn steht das goldene Reiterbild Hermenegilds mit einem grünen Lorbeerkranz. Die Ordensdevise 
PREMIO A LA CONSTANCIA MILITAR (Lohn der militärischen Beständigkeit)
umgibt den Schild. Das Revers zeigt die Initialen des Stifters F. VII.

## Ordensband und Trageweise
Das Ordensband ist karmesinrot und mit einem breiten Streifen in Weiß an beiden Rändern. Die Großkreuze tragen das Kreuz von der rechten Schulter zur linken Hüfte am Bande an einer Schärpe, dazu einen achtspitzigen silbernen Bruststern mit einem goldenen Malteserkreuz mit dem Medaillon und einer Krone. Die Bruststerne (2. Klasse) tragen den Stern ohne Krone und das Ordenszeichen um den Hals, ebenso die Komture (3. Klasse), ohne den Bruststern. Das Kreuz (4. Klasse) wird, ohne Lorbeer, an der der Brust getragen.
| Stern zum Großkreuz (Gran Cruz) | Bruststern (Placa) | Komturkreuz (Encomienda) | Kreuz (Cruz) |